# Nephtys bruuni
Nephtys bruuni är en ringmaskart som beskrevs av Kirkegaard 1995. Nephtys bruuni ingår i släktet Nephtys och familjen Nephtyidae.
Artens utbredningsområde är havet kring Nya Zeeland. Inga underarter finns listade i Catalogue of Life.